# Skjervøya (Troms)
Skjervøya (en Nordsamisk Skiervá) est une île du comté de Troms, sur la côte de la mer de Norvège. L'île fait partie la commune de Skjervøy.

## Description
L'île de 11,7 km2 est situé à l'est de l'île de Kågen et au sud de l'îleLaukøya. Le fjord de Kvænangen se trouve à l'est de l'île. Le village de Skjervøy est le principal centre de population de l'île (et c'est le centre administratif de toute la municipalité). La pêche est l'une des principales industries de l'île. Skjervøya est reliée au continent par un pont puis un tunnel. Le Skjervøy Bridge (en) relie l'île à l'île Kågen à l'ouest. Le tunnel sous-marin de Maursund relie ensuite Kågen au continent.

## Galerie

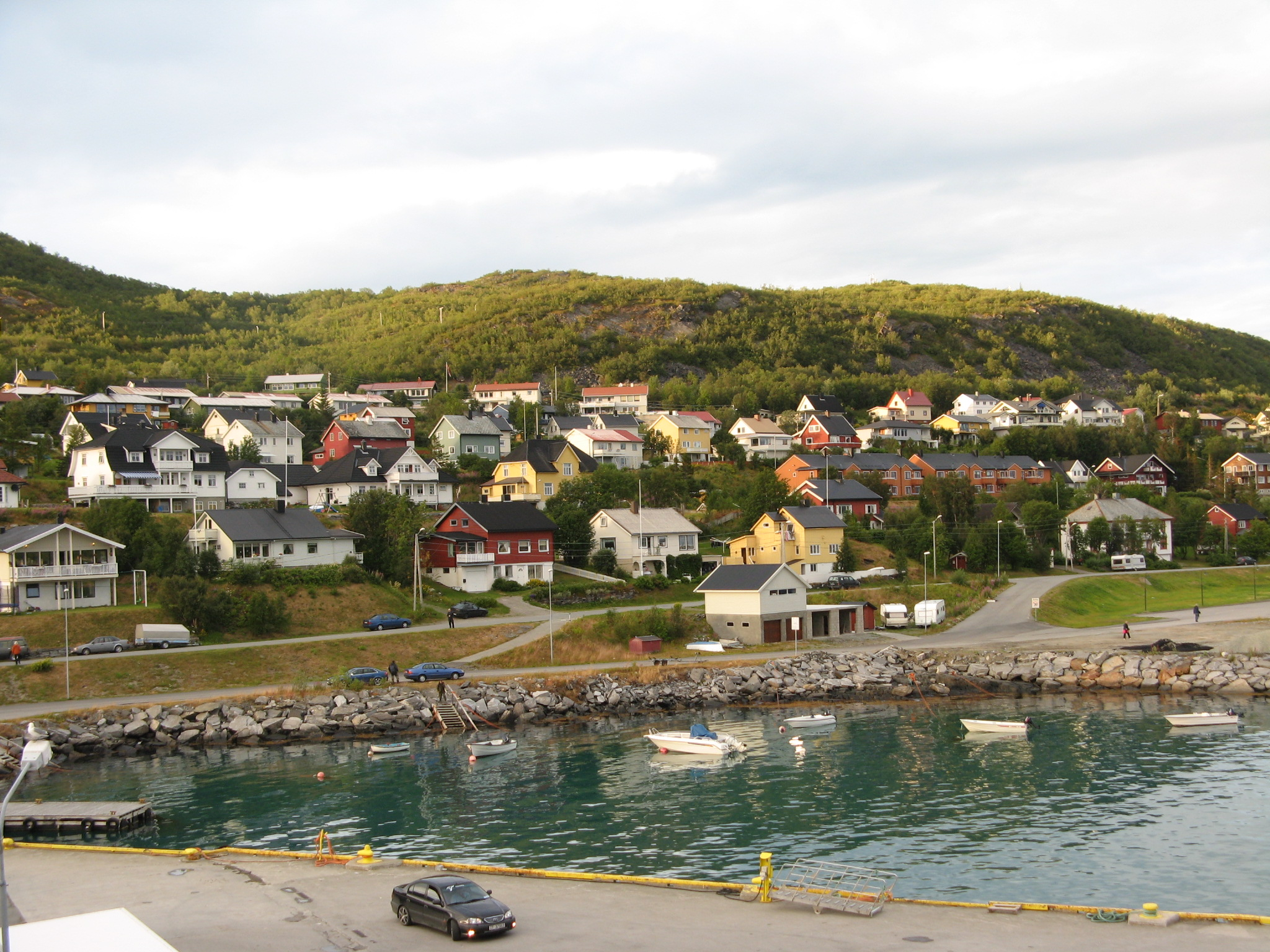
Village de Skjervoy
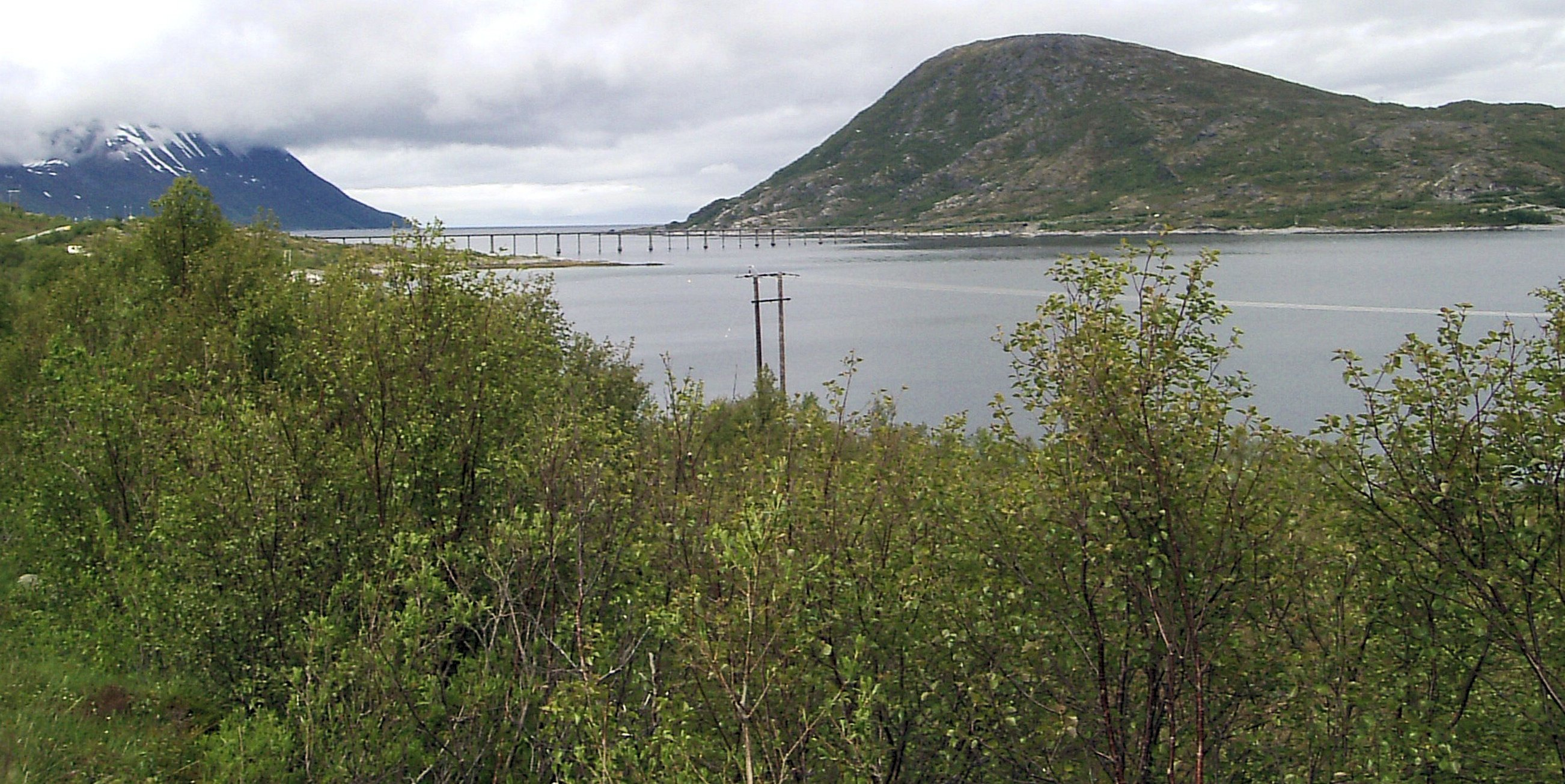
Mont Skattørfjellet
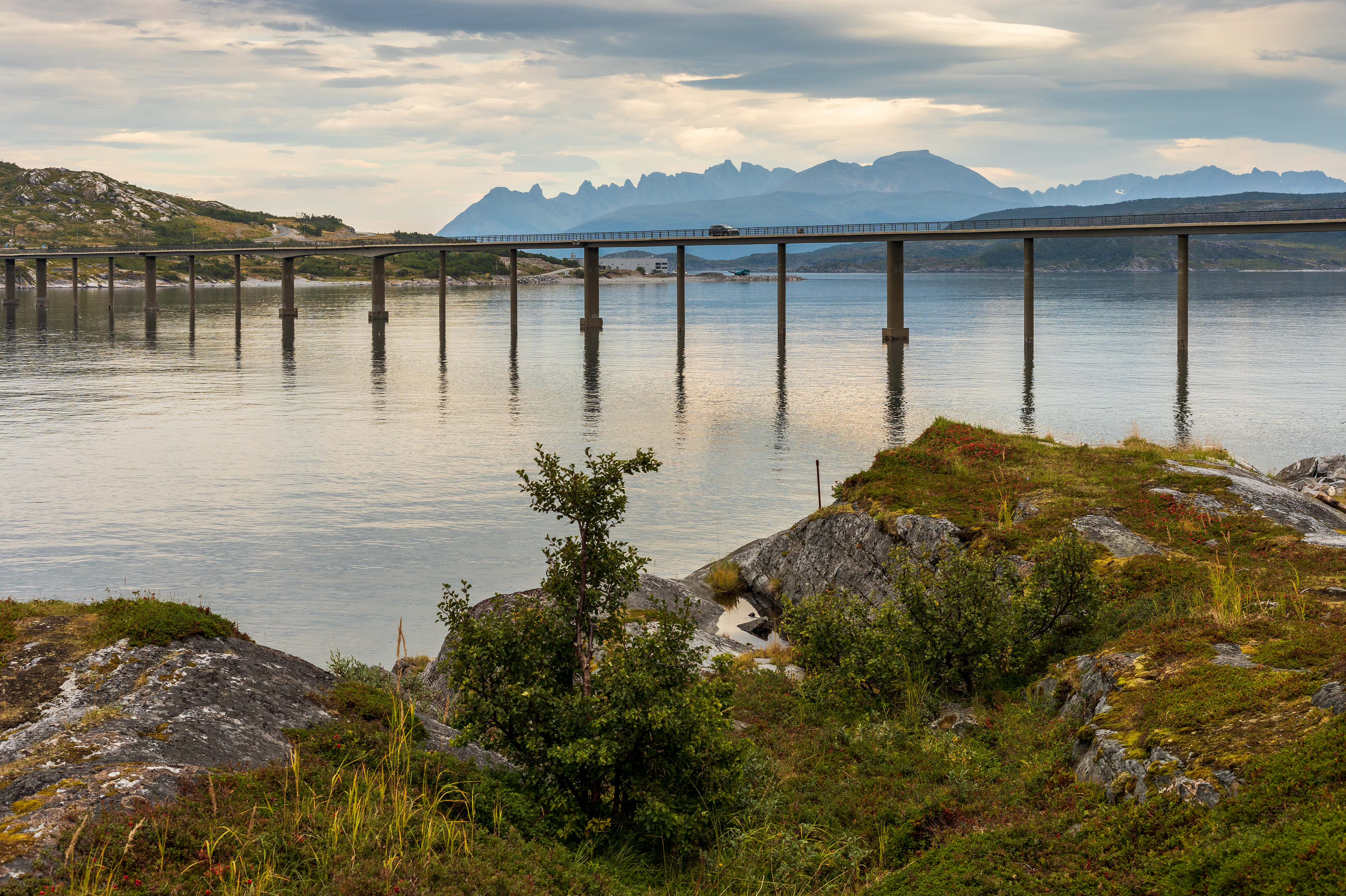
Pont de Skjervøy